# Tobias Hedl
Tobias Hedl (* 15. Jänner 2003) ist ein österreichischer Fußballspieler.

## Karriere

### Verein
Hedl begann seine Karriere beim SK Rapid Wien, bei dem er ab der Saison 2017/18 auch sämtliche Altersstufen in der Akademie durchlief. Zur Saison 2020/21 rückte er in den Kader der zweitklassigen Zweitmannschaft von Rapid. In seiner ersten Zweitligaspielzeit kam er allerdings verletzungsbedingt nie zum Einsatz. Sein Debüt in der 2. Liga gab der Stürmer schließlich im Juli 2021, als er am zweiten Spieltag der Saison 2021/22 gegen den FC Juniors OÖ in der 84. Minute für Nicholas Wunsch eingewechselt wurde.
Im August 2024 stand er gegen Sporting Braga erstmals im Profikader der Wiener. Sein Debüt für Rapid gab er schließlich im September 2024 in der Bundesliga gegen den Wolfsberger AC. Bis zur Winterpause der Saison 2024/25 kam er zu zwei Bundesligaeinsätzen für Rapid. Im Jänner 2025 wechselte der Angreifer leihweise nach Belgien zum Zweitligisten SV Zulte Waregem. Bis zum Ende der Saison kam er zu zehn Einsätzen in der Division 1B, in denen er viermal traf. Mit Zulte Waregem schaffte er als Zweitligameister den Aufstieg in die Division 1A. Im Anschluss daran verpflichteten die Belgier Hedl im April 2025 fest.

### Nationalmannschaft
Hedl spielte zwischen 2017 und 2018 zweimal für die österreichische U-15-Auswahl, für die er vier Treffer erzielte. Im Oktober 2024 debütierte er gegen Slowenien im U-21-Team.

## Persönliches
Sein Vater Raimund (* 1974) war ebenfalls Fußballspieler und verbrachte einen großen Teil seiner Karriere bei Rapid, sein Bruder Niklas (* 2001) gehört dem Profikader von Rapid an.